# KAI KT-1 Woongbi
KAI KT-1 Woongbi je jihokorejský jednomotorový turbovrtulový cvičný a lehký bojový letoun, vyráběný společností Korea Aerospace Industries. Kromě Jižní Koreje jsou dalšími uživateli letounu Indonésie, Peru a Turecko.
Z typu KT-1 vychází konstrukce tureckého cvičného letounu TAI Hürkuş.

## Vývoj

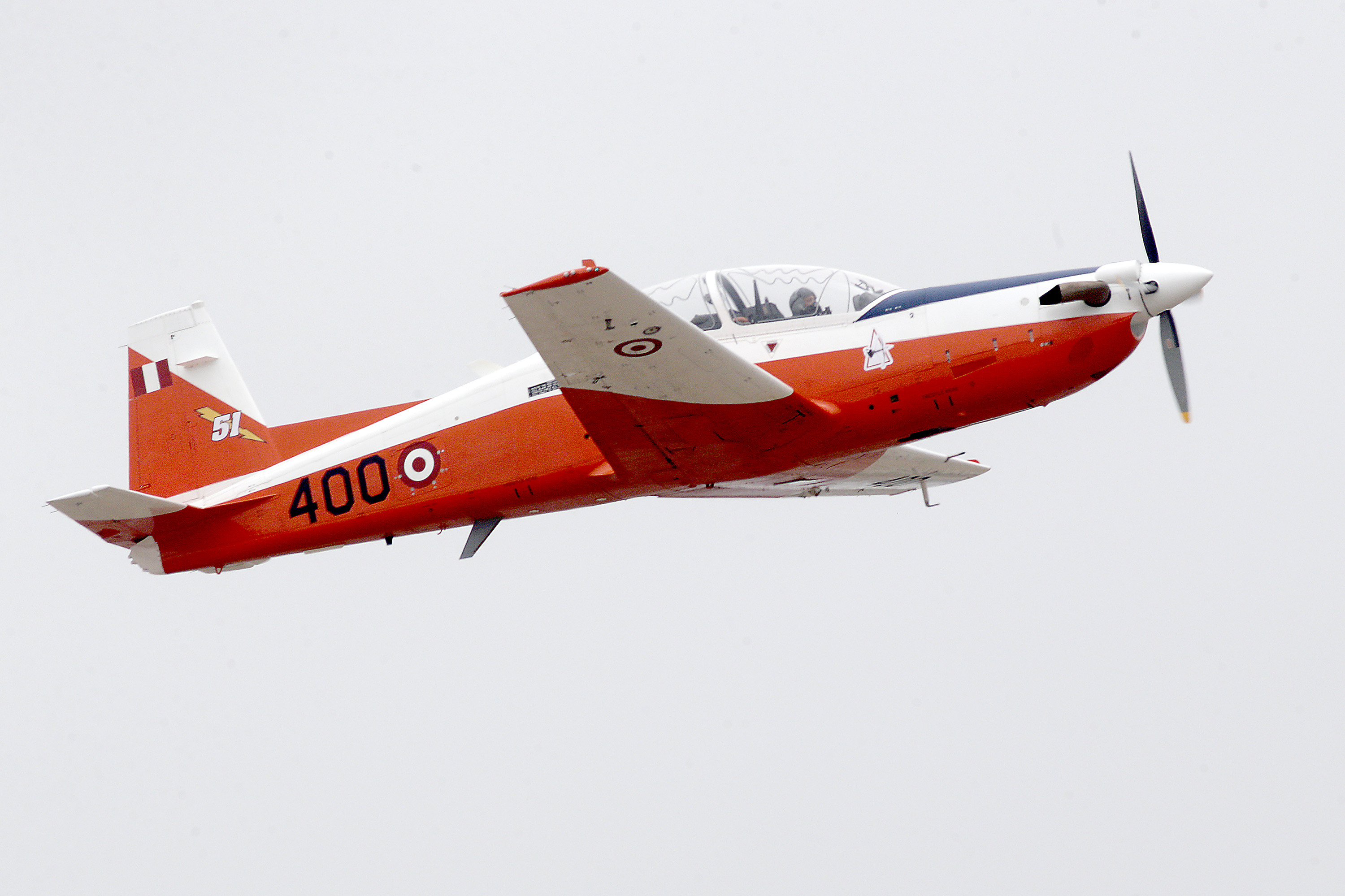
Peruánský KT-1P

Letoun byl vyvinut pod označením KTX ve spolupráci letecké divize Daewoo Heavy Industries a státní Agentury pro obranu a vývoj. Vývojové práce byly zahájeny roku 1988, přičemž první prototyp vzlétl v listopadu 1991. Zkušební program pak pokračoval do roku 1998. V následujícím roce Jižní Korea objednala 85 cvičných strojů KT-1, které byly dodány v letech 2000–2002. V roce 2003 pak jihokorejské letectvo převzalo dalších 20 strojů KO-1 nesoucích až pět závěsníků pro podvěšení výzbroje a dalšího vybavení (70mm neřízené střely, kulometné kontejnery, pumy, nebo řízené střely AIM-9 Sidewinder).
Druhým uživatelem letounu se stala Indonésie, která v etech 2003–2008 převzala celkem 20 letounů mírně modernizované verze KT-1B. V roce 2007 objednalo Turecko celkem 40 strojů verze KT-1T vybavených moderní avionikou založenou na systému Esterline CMC Electronic Cockpit 4000, z nichž 35 smontovala v licenci společnost Turkish Aerospace Industries v Ankaře. První tři stroje převzalo turecké letectvo koncem listopadu 2010. Všechny KT-1T byly následně zařazeny k jednotce 122. Filo, která je zodpovědná především za pokračovací letecký výcvik a která působí s dalšími výcvikovými jednotkami z 2. letecké základny Izmir-Cigli.
Letectvo Peru roku 2012 objednalo 10 cvičných letounů KT-1P a 10 ozbrojených strojů ve verzi KA-1. První dva kusy KT-1P peruánské letectvo převzalo v říjnu 2014. Kontrakt bude dokončen v průběhu roku 2015.

## Konstrukce
Letouny pohání Pratt & Whitney Canada PT6 o výkonu 708 kW roztáčející čtyřlistou vrtuli Hartzell. Kokpit letounů je průběžně modernizován. Posádka letounu má k dispozici vystřelovací sedadla Martin Baker Mk.16 umožňující opuštění letounu v nulové výšce a rychlosti.

## Uživatelé
Indonésie

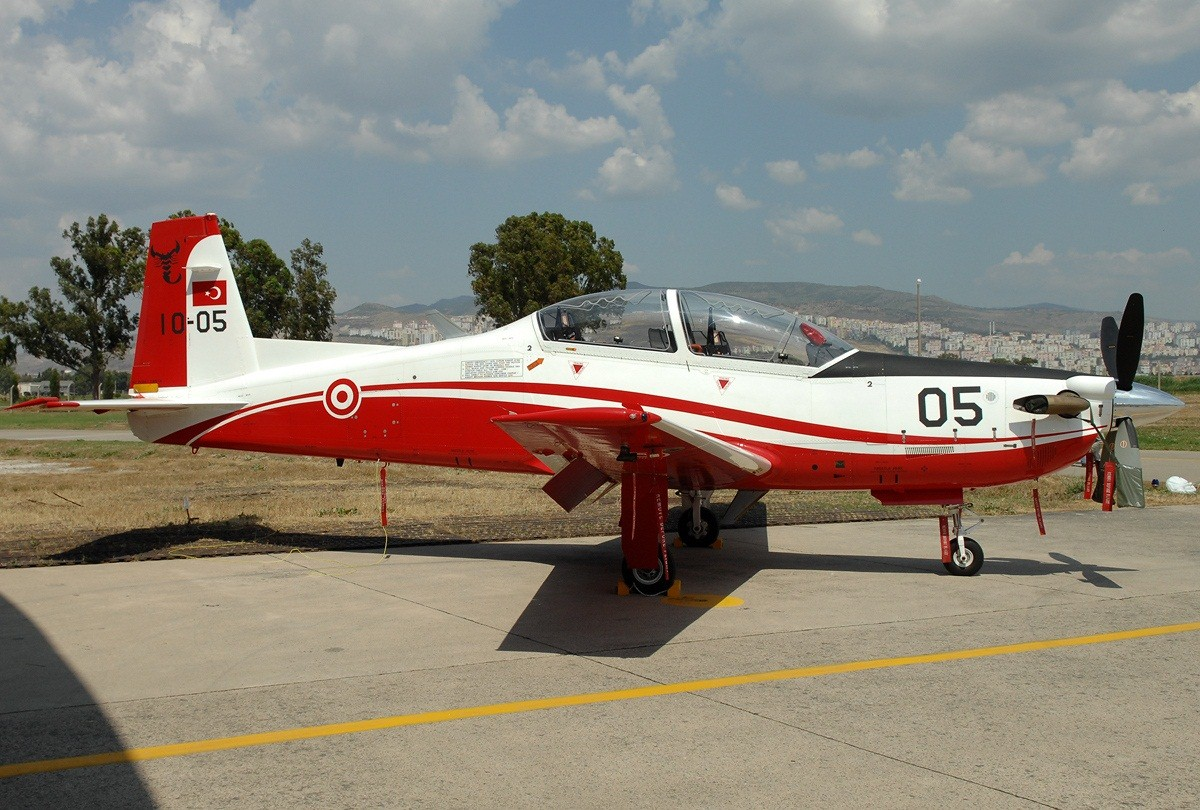
Turecký KT-1T

- Indonéské letectvo – odebralo celkem 20 kusů KT-1B. Jeden kus zničen roku 2010 při nehodě.

 Jižní Korea
- Letectvo Korejské republiky – odebralo celkem 85 kusů KT-1 a 20 kusů KO-1.

 Peru
- Peruánské letectvo - objednalo 10 kusů KT-1 a 10 kusů KA-1.

 Senegal
- Senegalské letectvo - objednalo 4 kusy KT-1, 2 dodány v dubnu 2020, další dva budou dodány ke konci roku 2020.[2]

 Turecko
- Turecké letectvo - objednalo 40 kusů KT-1T. V roce 2015 bylo kvůli zpoždění vývoje letounu TAI Hürkuş objednáno dalších 15 letounů KT-1T.[3]

## Specifikace (KT-1) '

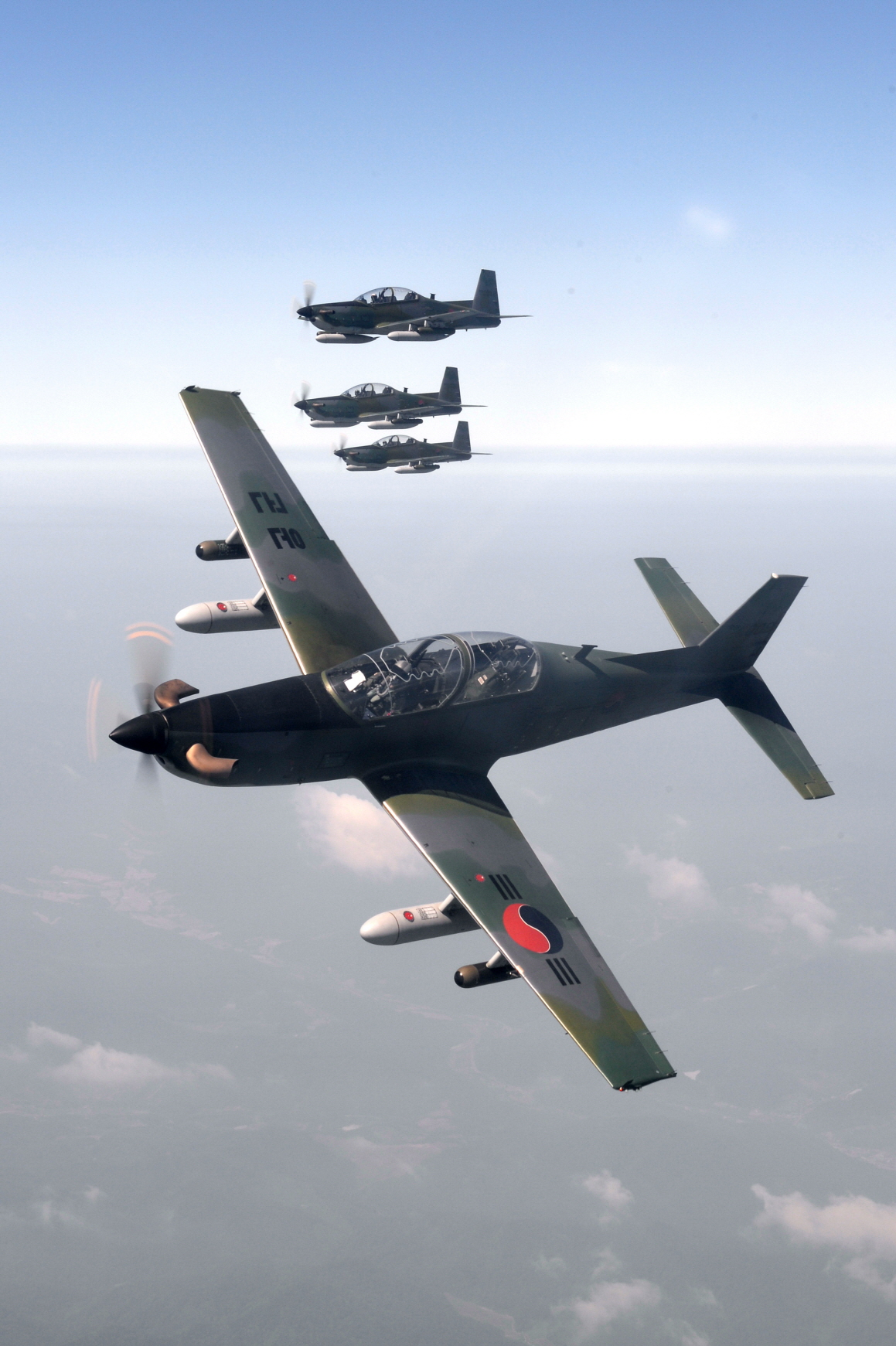
Formace jihokorejských KO-1 za letu

## Specifikace (KT-1)[4]

### Technické údaje
- Posádka: 2 (instruktor a žák)
- Délka: 10,26 m
- Rozpětí: 10,59 m
- Výška: 3,68 m
- Nosná plocha: 16,01 m²
- Hmotnost prázdného stroje: 1910 kg
- Maximální vzletová hmotnost : 3311 kg
- Pohonná jednotka: 2× turbovrtulový motor Pratt & Whitney Canada PT6A-62
- Výkon pohonné jednotky: 708 kW

### Výkony
- Maximální rychlost: 518 km/h
- Dolet 1333 km
- Dostup: 11 580 m
- Počáteční stoupavost: 18 m/s

### Výzbroj
- 5 závěsníků pro různé typy výzbroje (KO-1)